# Diadiplosis koebelei
Diadiplosis koebelei är en tvåvingeart som först beskrevs av Koebele 1893.  Diadiplosis koebelei ingår i släktet Diadiplosis och familjen gallmyggor. Inga underarter finns listade i Catalogue of Life.